# موزه سلیمانیه
موزه سلیمانیه (کردی: مۆزه‌خانهٔ سلێمانی؛ عربی: متحف السلیمانیة) یک موزه باستان‌شناسی در سلیمانیه عراق است. این موزه دومین موزه بزرگ عراق پس از موزه ملی عراق در بغداد است.